# St. Kilian (Kairlindach)

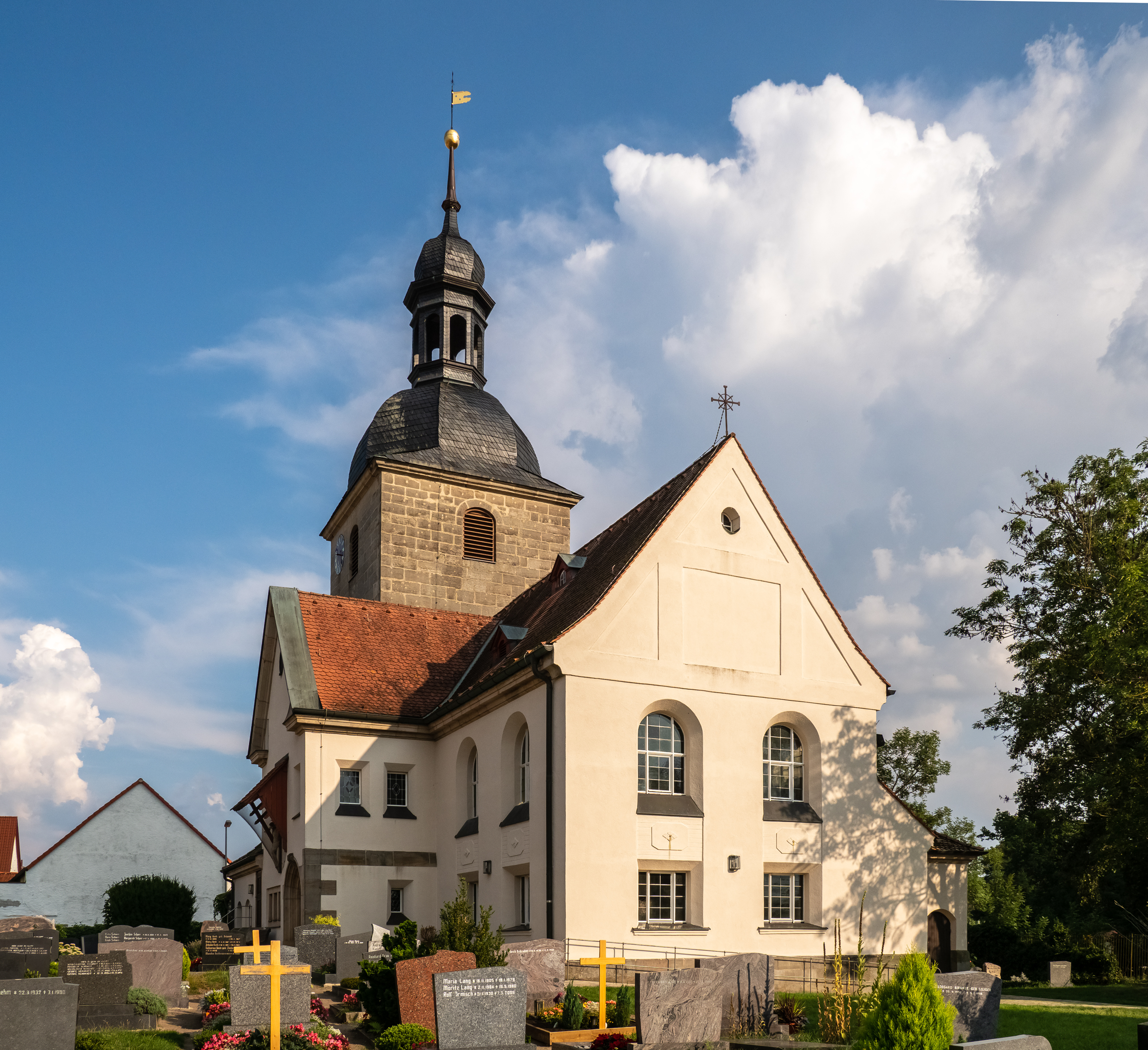
St. Kilian in Kairlindach

Die evangelische, denkmalgeschützte Pfarrkirche St. Kilian steht in Kairlindach, einem Gemeindeteil des Marktes Weisendorf im Landkreis Erlangen-Höchstadt (Mittelfranken, Bayern). Das Bauwerk ist unter der Denkmalnummer D-5-72-164-17 als Baudenkmal in der Bayerischen Denkmalliste eingetragen. Die Kirchengemeinde gehört zum Evangelisch-Lutherischen Dekanat Erlangen im Kirchenkreis Nürnberg der Evangelisch-Lutherischen Kirche in Bayern.

## Beschreibung
Die unteren Geschosse des Chorturms stammen im Kern aus dem 15. Jahrhundert. Er wurde 1737/38 aufgestockt und mit einer schiefergedeckten Welschen Haube bedeckt. Sein oberstes Geschoss beherbergt die Turmuhr und den Glockenstuhl, in dem drei Kirchenglocken hängen. Das alte Langhaus wurde 1913 durch einen Neubau in der Art des ausgehenden Jugendstils mit üppigen neobarocken Elementen ersetzt. Der Altar wurde beim Kirchenneubau neu gestaltet, er erhielt als Altarretabel eine Kopie der Heiligen Nacht von Antonio da Correggio. Sein Altarkreuz ist eine Holzschnitzerei aus Oberammergau. Die Kanzel wurde aus alten Teilen neu gebaut. Die Orgel wurde 1883 von G. F. Steinmeyer & Co. gebaut. Sie besitzt Kegelladen mit mechanischer Traktur und 10 Register auf einem Manual und Pedal.